# Teteriatnik
Teteriatnik (del ruso: Тетерятник) es un jútor del raión de Krymsk del krai de Krasnodar, en Rusia. Está situado a orillas del río Ruskaya, afluente del Kudako, que lo es del Adagum, de la cuenca del Kubán, 27 km al noroeste de Krymsk y 94 km al oeste de Krasnodar. Tenía 1 habitante en 2010
Pertenece al municipio Kíyevskoye.